# Egnasia treicegcroma
Egnasia treicegcroma là một loài bướm đêm trong họ Noctuidae.